# Bodensee-Vergissmeinnicht
Das Bodensee-Vergissmeinnicht (Myosotis rehsteineri), auch als Rehsteiners Vergissmeinnicht bezeichnet, ist eine Pflanzenart aus der Gattung der Vergissmeinnicht (Myosotis) innerhalb der Familie der Raublattgewächse (Boraginaceae).

## Beschreibung

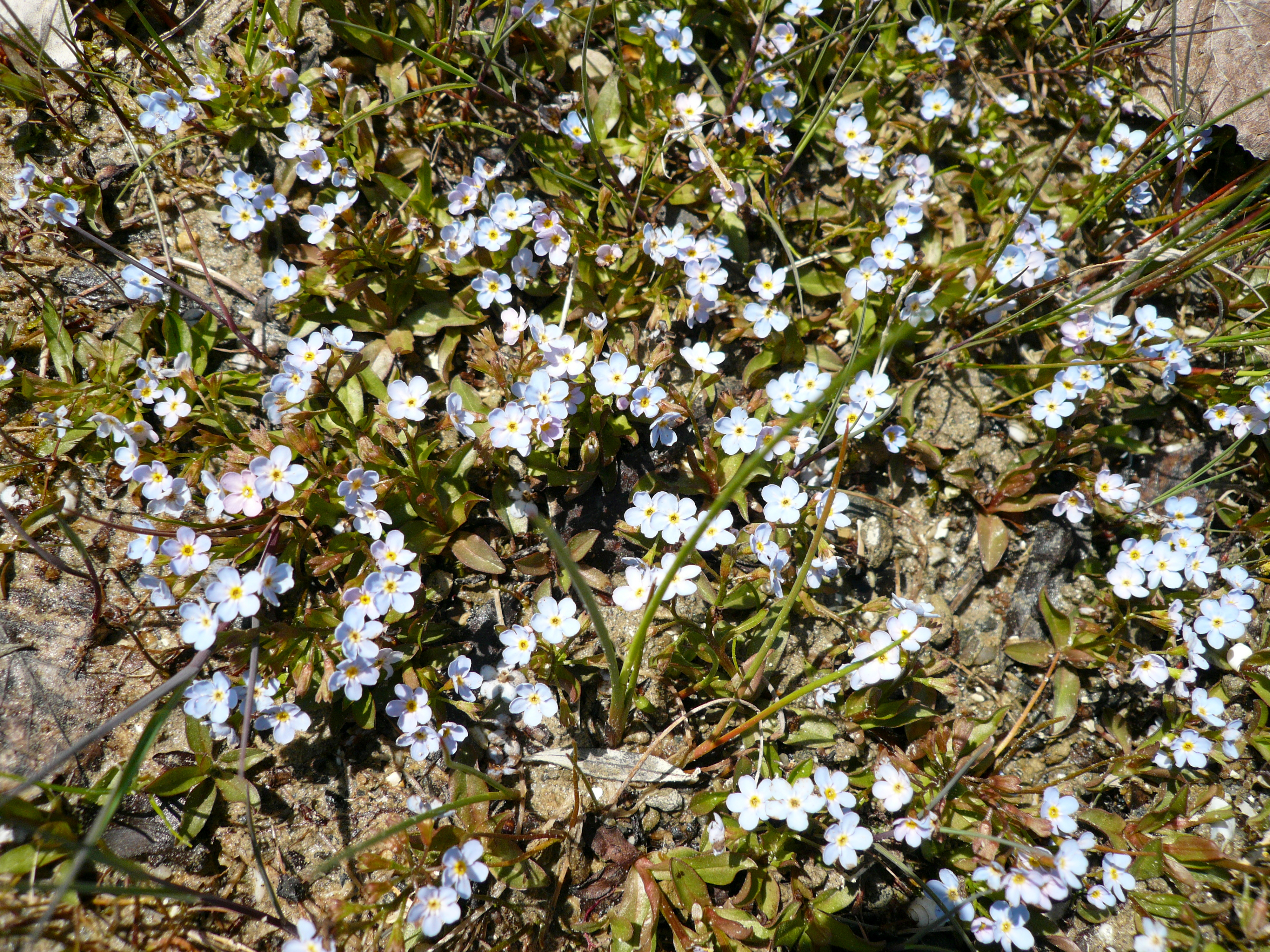
Habitus und Blüten

### Vegetative Merkmale
Das Bodensee-Vergissmeinnicht ist eine ausdauernde krautige Pflanze und erreicht Wuchshöhen von 1 bis 10, selten bis zu 25 Zentimetern. Mit Hilfe von kurzen Ausläufern bildet das Bodensee-Vergissmeinnicht niedrige Rasen mit bis zu 30 Zentimetern Durchmesser. Der aufrechte Stängel ist rund, kahl oder aufrecht gerichtet behaart und ist dicht beblättert.
Die behaarten Laubblätter sind bei einer Länge von 1 bis 3 Zentimetern lanzettförmig oder oval.

### Generative Merkmale
Die Blütezeit reicht von April bis Mai. Der relativ kurze, ein- bis zweiästige Blütenstand enthält fünf bis zehn Blüten.
Die zwittrige Blüte ist bei einem Durchmesser von 4 bis 12 Millimetern radiärsymmetrisch und fünfzählig mit doppelter Blütenhülle. Die Blütenkrone ist himmelblau. Die fünf Schlundschuppen sind kahl. Es sind fünf Staubblätter vorhanden. Die Pollenkörner sind 7,5 bis 8,6 Mikrometer lang. Die Narbe ist kopfig.
Der Fruchtkelch auf 2/3 seiner Länge verwachsen und angedrückt behaart. Die Klausenfrucht zerfällt in vier Klausen.
Die Chromosomengrundzahl beträgt x = 11; es liegt Diploidie vor mit einer Chromosomenzahl von 2n = 22.

## Ökologie
Beim Bodensee-Vergissmeinnicht handelt es sich um einen überwinternd grünen, helomorphen Hemikryptophyten.
Blütenökologisch handelt es sich um Stieltellerblumen mit Staubblättern und Narbe im inneren der Kronröhre, mit völlig verborgenem Nektar. Typische Bestäuber sind Bienen, Hummeln, Wespen, Bombyliden sowie Syrphiden.
Die Diasporen sind die Klausen. Die Ausbreitung der Diasporen erfolgt durch Wasser (Hydrochorie).

## Vorkommen
Sein früheres Verbreitungsgebiet umfasste den Bodensee, den unteren Rheinverlauf bis Tössegg, den Luganersee, die Westseite des Genfersees, den Lago Maggiore, den Starnberger See, den Gnadensee, Liechtenstein und das Tessinufer. Vom Bodensee-Vergissmeinnicht kommen etwa 85 % des Bestandes am Bodensee im Schweizer Kanton Thurgau, auf der österreichischen Seite des Bodensees westlich von Bregenz und am Gnadensee in Deutschland vor.
Das Bodensee-Vergissmeinnicht wächst ausschließlich auf nährstoffarmen, tonigen Sand- und Kiesböden entlang von Uferlinien. Es ist charakteristisch für die Strandrasenflora von überfluteten Kiesufern einiger Voralpenseen. Es ist eine Charakterart des Deschampsietum rhenanae aus dem Verband Deschampsion littoralis.
Die ökologischen Zeigerwerte laut Landolt et al. 2010 sind in der Schweiz: Feuchtezahl F = 4+w+ (nass aber stark wechselnd), Lichtzahl L = 4 (hell), Reaktionszahl R = 3 (schwach sauer bis neutral), Temperaturzahl T = 4+ (warm-kollin), Nährstoffzahl N = 2 (nährstoffarm), Kontinentalitätszahl K = 3 (subozeanisch bis subkontinental).

## Artenschutz
Im Jahr 1994 zählte diese Art mit nur 2500 Exemplaren zu den seltensten Pflanzenarten Mitteleuropas. 1998 wurden an zwölf Fundstellen neue Vorkommen entdeckt, so dass der Bestand 2010 bei etwa bei 25.000 Exemplaren lag.
In der Roten Liste gefährdeter Pflanzenarten der IUCN wurde sie 1997 als weltweit „gefährdet“ = „endangered“ eingestuft. 2010 erfolgte die Eintragung in die Rote Liste der IUCN. Gefährdet ist das Bodensee-Vergissmeinnicht vor allem durch Regulierung der Seen, Algenteppiche, Uferdegradierung, Baumaßnahmen, zunehmenden Tourismus in den Naturschutzgebieten sowie die Konkurrenz mit anderen Pflanzenarten wie dem Rohrglanzgras (Phalaris arundinacea), dem Schilfrohr (Phragmites australis), dem Weißen Straußgras (Agrostis stolonifera), der Schlank-Segge (Carex acuta) und der Steifen Segge (Carex elata).

## Taxonomie
Die Erstbeschreibung erfolgte 1854 als Varietät Myosotis palustris var. rehsteineri Hausm. in Fl. Tirol, S. 1464. Den Rang einer Art Myosotis rehsteineri (Hausm.) Wartm. ex Reut. hat sie 1856 durch Friedrich Bernhard Wartmann in Reut.: Compt.-Rend. Trav. Soc. Hallér 4, S. 115. Weitere Synonyme für Myosotis rehsteineri (Hausm.) Wartm. ex Reut. sind: Myosotis scorpioides subsp. caespitosa (DC.) Baum., Myosotis caespitosa var. grandiflora Gaud. Das Artepitheton ehrt den Schweizer Pfarrer und Naturforscher Johann Konrad Rechsteiner (1797–1858).